# Gyommohafélék
A gyommohafélék (Funariaceae) egy lombosmoha család, amibe körülbelül 250 mohafaj tartozik világszerte. A legtöbb faj a Funaria és Physcomitrium nemzetségbe tartozik. 

## Megjelenésük
A gyommohafélék általában nagyon kicsi vagy közepes termetűek, általában egynyáriak. A talajon gyepet alkotnak vagy kis párnákban nőnek. Akrokarp, azaz csúcstermő felépítésűek, jól fejlett a száruk központi sejtjei. Protonémájuk rövid életű. A levelek oválisak vagy lándzsás alakúak. A levelek sejtjei nagyméretűek, laza sejthálózatot alkotnak, sejtfaluk vékony, kevés kloroplasztisz van bennük. A levélsejtek alakja négyszögletes, rombikus. A levélszegély lehet sima vagy enyhén fogazott. A spóratoknyél (seta) általában hosszúkás, egyenes vagy ívelt.  A spóratok tojás, ellipszis alakúak, lehetnek szimmetrikusak és erősen hajlottak, íveltek is. A spórák változó formájúak lehetnek. Fontos határozóbélyeg a kalyptra (spóratok süveg) alakja, lehet jellegzetesen felhasadó (szimmetrikusan vagy féloldalasan), formája lehet sapka, süveg vagy kúp (mitrate).

## Előfordulásuk, élőhelyük
Az egész világon elterjedtek. A gyommohafélék főleg tápanyagban gazdag területeken nőnek, de mindig csak a szárazföldön.

## Rendszerezésük
A gyommohafélék a Funariales rendbe tartozó egyetlen család, melynek két alcsaládja van, amelybe 17 nemzetség tartozik, közel 250 fajjal:
- Funarioideae alcsalád, ~ 240 faj, világszerte 
  - Afoninia,[4] 1 faj, Dél-Szibéria
  - Aphanorrhegma , 1 faj, Kelet-Észak-Amerika 
    - Aphanorrhegoma serratum

  - Brachymeniopsis , 1 faj, Kína 
    - Brachymeniopsis gymnostoma

  - Bryobeckettia , 1 faj, Új-Zéland 
    - Bryobeckettia bartlettii

  - Clavitheca , 1 faj, Himalája 
    - Clavitheca poeltii

  - Cygnicollum , 1 faj, Dél-Afrika 
    - Cygnicollum immersum

  - Enthostodon , 85 faj, világszerte
  - Funaria , 80 faj, világszerte 
    - Higrométermoha

  - Funariella , 1 faj, Földközi-tenger, Európa, Makaronézia 
    - Funariella curviseta

  - Loiseaubryum , 1 faj, trópusi Afrika, India, Pakisztán
    - Loiseaubryum nutans

  - Nanomitriella , 1 faj, Burma 
    - Nanomitriella ciliata

  - Physcomitrella , 2 faj, Észak-Amerika, Európa, trópusi Afrika, Ázsia, Ausztrália 
    - Physcomitrella patens

  - Physcomitrellopsis , 1 faj, Dél-Afrika 
    - Physcomitrellopsis africana

  - Physcomitrium , 65 faj, majdnem mind kozmopolita 
    - Physcomitrium pyriforme

  - Steppomitra , 1 faj, Irán 
    - Steppomitra hadacii

- Pyramiduloideae alcsalád 
  - Goniomitrium,[5] 4 faj, Spanyolország, Makaronézia, Dél-Afrika és Ausztrália
  - Pyramidula , 1 faj, Európa, Észak-Afrika, Izrael

## Fordítás
Ez a szócikk részben vagy egészben  a   Funariaceae című német Wikipédia-szócikk ezen változatának fordításán alapul.  Az eredeti cikk szerkesztőit annak laptörténete sorolja fel. Ez a jelzés csupán a megfogalmazás eredetét és a szerzői jogokat jelzi, nem szolgál a cikkben szereplő információk forrásmegjelöléseként.